# Rebecca Metz
Rebecca Metz (Freehold Township, Monmouth megye, New Jersey, 1974. szeptember 29. –) amerikai színésznő.
Legismertebb alakítása Jenna Wrather a 2018-tól futó Coop és Cami megkérdezi! című sorozatban. A Shameless – Szégyentelenek című sorozatban is szerepelt.

## Élete és pályafutása
Metz Freehold Townshipben született. A Carnegie Mellon Egyetemen diplomázott.
A 2000-es évek elején szerepelt a Zyrtec reklámfilmjében. 2016-ban szerepet kapott a Better Things című sorozatban. 2018-től szerepel a Disney Channel Coop és Cami megkérdezi! című sorozatában.

## Filmográfia

### Filmek
| Év   | Magyar cím | Eredeti cím         | Szerep            | Magyar hang |
| ---- | ---------- | ------------------- | ----------------- | ----------- |
| 2020 |            | Magic Camp          | Mrs. Jenkins      |             |
| 2014 |            | You & I, My Dear    | Mary              |             |
| 2014 |            | Asthma              | Zálogház jegyzője |             |
| 2006 |            | The Shabbos Bigfoot | Hannah            |             |
| 2006 |            | K-7                 | recepciós         |             |

### Televíziós szerepek
| Év         | Magyar cím                         | Eredeti cím               | Szerep          | Megjegyzések                               |
| ---------- | ---------------------------------- | ------------------------- | --------------- | ------------------------------------------ |
| 2020       |                                    | All Rise                  | Jeni Kiang      | 1 epizód: What the Bailiff Saw             |
| 2020       | AJ és a királynő                   | AJ and the Queen          | Yolanda         | 1 epizód: Little Rock                      |
| 2018–      | Coop és Cami megkérdezi!           | Coop & Cami Ask the World | Jenna Wrather   | főszereplő magyar hangja Sági Tímea        |
| 2018       |                                    | For the People            | Sharon Dodds    | 1 epizód: Flippity-Flop                    |
| 2018       |                                    | Conversations in L.A.     | Dr. Nowak       | 1 epizód: Truth and Lies                   |
| 2017       | Rólunk szól                        | This Is Us                | Martina         | 1 epizód: Number One                       |
| 2017       |                                    | Lopez                     | Camilla         | 3 epizód                                   |
| 2017       | Dr. Csont                          | Bones                     | Linda Martin    | 1 epizód: A rendező halála                 |
| 2016–      | Jobb idők                          | Better Things             | Tressa          | mellékszereplő magyar hangja Kiss Virág    |
| 2016       | A Grace klinika                    | Grey's Anatomy            | Brenda Lawson   | 1 epizód: A változás szele                 |
| 2016       | Gyilkos ügyek                      | Major Crimes              | Jan Adamms      | 3 epizód                                   |
| 2016       |                                    | Maron                     | Tina            | 2 epizód                                   |
| 2016       | Gyilkos elmék                      | Criminal Minds            | Dr. Sandra Lee  | 1 epizód: Lelki szépség                    |
| 2016       |                                    | Recovery Road             | Donna Marie     | 3 epizód                                   |
| 2015–2016  | Shameless – Szégyentelenek         | Shameless                 | Melinda         | mellékszereplő                             |
| 2015       |                                    | The Mindy Project         | Diana           | 1 epizód: The Parent Trap                  |
| 2015       | A Thunderman család                | The Thundermans           | Mrs. Austin     | 2 epizód                                   |
| 2015       |                                    | Cam Girls                 | Ruth            | 2 epizód                                   |
| 2015       | NCIS: Los Angeles                  | NCIS: Los Angeles         | Lady            | 1 epizód: Diplomácia                       |
| 2014       | Kaliforgia                         | Californication           | Casting rendező | 1 epizód: 30 Minutes or Less               |
| 2013       | A semmi közepén                    | The Middle                | Saleslady       | 1 epizód: ‘A felfújható pálmafa            |
| 2013       | Vásott szülők                      | Parenthood                | Alexis          | 1 epizód: One Step Forward, Two Steps Back |
| 2012       | Amerikai Horror Story: Zártosztály | American Horror Story     | Lorene          | 1 epizód: A vállfa                         |
| 2012       | A célszemély                       | Person of Interest        | Barbara Russell | 1 epizód: Hibás kód                        |
| 2012       | Nancy ül a fűben                   | Weeds                     | Gina            | 1 epizód: Unfreeze                         |
| 2012       | Terepen                            | Southland                 | Shannon Walsh   | 1 epizód: Fallout                          |
| 2011       | A törvény embere                   | Justified                 | Emily           | 1 epizód: Debts and Accounts               |
| 2009       | A mentalista                       | The Mentalist             | Carol Gentry    | 1 epizód: Vérvörös                         |
| 2009       | A szökés                           | Prison Break              | Claudia         | 1 epizód: Visszatérés                      |
| 2008       |                                    | Unhitched                 | anyuka          | 1 epizód: Conjoined Twins Pitch No-Hitter  |
| 2007       | Boston Legal – Jogi játszmák       | Boston Legal              | Lynnie Cox      | 1 epizód: Brotherly Love                   |
| 2006       | Nyomtalanul                        | Without a Trace           | Jenny Payne     | 1 epizód: White Balance                    |
| 2006       |                                    | Eve                       | Phyllis         | 1 epizód: Girlfriends                      |
| 2006       | Dokik                              | Scrubs                    | Önkéntes nő     | 1 epizód: ‘My Bright Idea                  |
| 2005–2006  | Kés/Alatt                          | Nip/Tuck                  | Abby Mays       | 2 epizód                                   |
| 2005       | Már megint Malcolm                 | Malcolm in the Middle     | anyuka          | 1 epizód: Burning Man                      |
| 2005       |                                    | Committed                 | Deli Server     | 1 epizód: The Morning After                |
| 2005       | A médium                           | Medium                    | Diane           | 1 epizód: Megérzés és bizonyosság          |
| 2004       | Angel                              | Angel                     | fiatal nővér    | 1 epizód: Ámokfutó vámpírvadász            |
| 2002, 2004 | Szívek szállodája                  | Gilmore Girls             | Ann / nő        | 2 epizód                                   |
| 2002       | Vészhelyzet                        | ER                        | Pincérnő        | 1 epizód: Lázadás                          |
| 2002       | Férjek gyöngye                     | The King of Queens        | Lee-Anne        | 1 epizód: No Orleans                       |
| 2000       | Édes élet olasz módra              | That's Life               | Bride           | 1 epizód: The Tell-Tale Uterus             |
| 2000       | Mrs. Klinika                       | Strong Medicine           | Mary            | 1 epizód: Pre-Existing Conditions          |
| 1998       |                                    | Politically Incorrect     | Linda Tripp     | 1 epizód                                   |